# St. Bonifatius (Bergen auf Rügen)

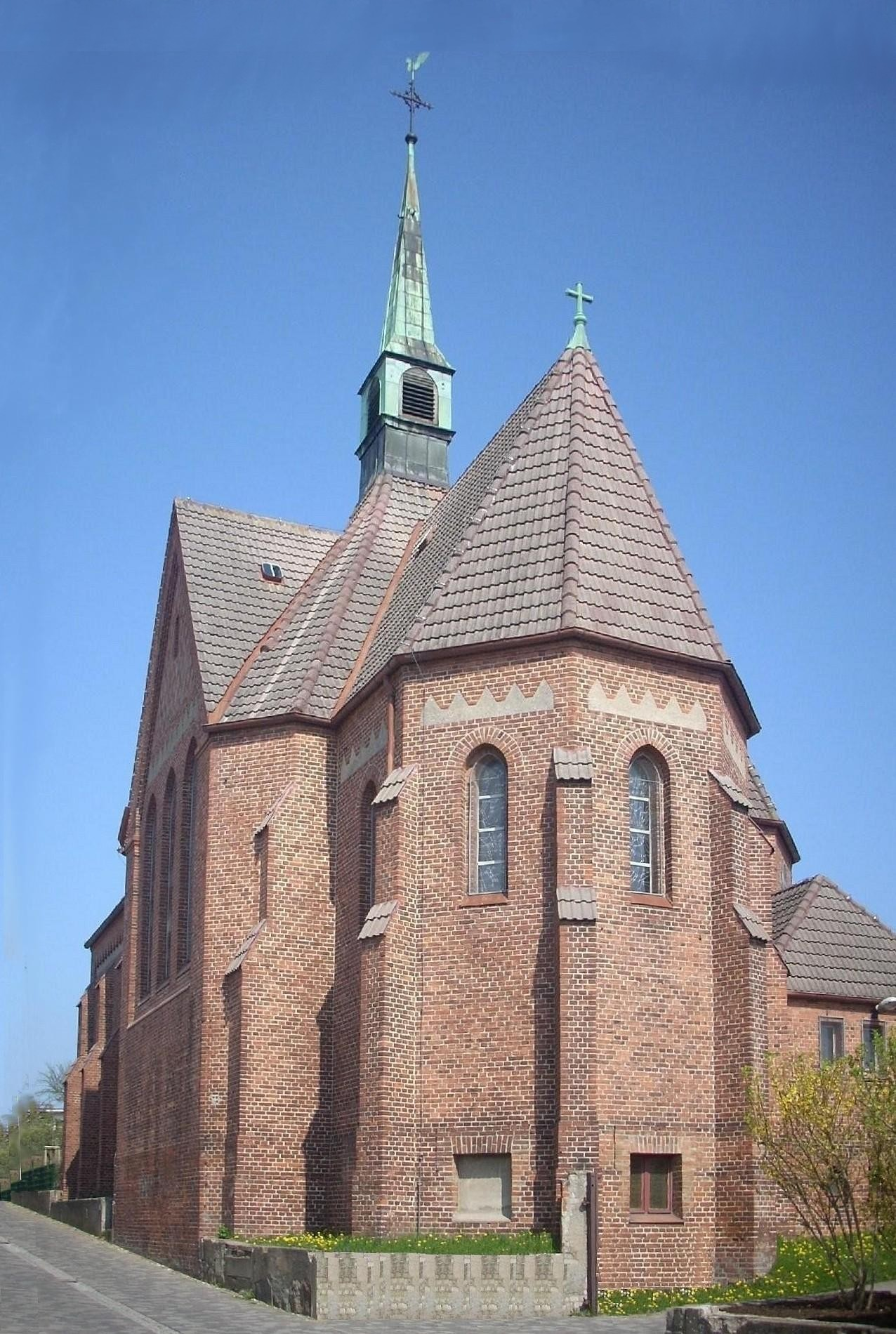
St. Bonifatius

Die Kirche St. Bonifatius in Bergen auf Rügen ist Sitz der einzigen röm. katholischen Gemeinde auf der Insel Rügen, zu der auch die Kapelle Stella Maris in Binz, die Herz-Jesu-Kirche in Garz/Rügen und Maria Meeresstern in Sellin gehören. Sie ist die nördlichste Gemeinde des Erzbistums Berlin und hat etwa 1700 Mitglieder. Die Pfarrei fusionierte am 1. Januar 2020 mit den Pfarreien Hl. Dreifaltigkeit (Stralsund) und Maria Rosenkranzkönigin (Demmin) zur Pfarrei St. Bernhard Stralsund / Rügen / Demmin im Dekanat Vorpommern des Bistums Berlin.

## Geschichte
Anfang des 19. Jahrhunderts unternahm der Stralsunder Pfarrer Wendelin Zink erste seelsorgliche Reisen auf die Insel Rügen und hielt in Privathäusern ansässiger Katholiken Gottesdienste. 1863 wurde am Rand der Stadt Bergen ein Missionshaus mit einer am 8. September geweihten Kapelle errichtet. Nach Genehmigung der Einrichtung einer Missionspfarrei durch den preußischen Staat 1864 wurde Gustav Machai der erste katholische Pfarrer auf Rügen und er wirkte bis 1869. Neben einem Pfarrhaus bestand von 1867 bis 1878 auch eine katholische Schule. 1871 gab es auf Rügen etwa 700 Katholiken.
Am 1. Juli 1910, als die Gemeinde bereits zu groß für die Kapelle geworden war, wurde sie zur selbständigen Pfarrei erhoben. Der damalige Pfarrer Maximilian Kaller – er wirkte von 1905 bis 1917 auf Rügen – sammelte Gelder für den neogotischen Neubau des Berliner Architekten August Kaufhold, der 1912 vollendet wurde. Später errichtete Kaller eine Tochterkirche in Garz. 1917 wurde er Pfarrer an der Berliner Sankt-Michaels-Kirche und später Bischof von Ermland.
Die Kirche steht unter Denkmalschutz. In ihr befindet sich eine Orgel mit neugotischem Prospekt, die mit neun Registern auf einem Manual und Pedal ausgestattet ist. Sie war 1878 für die damalige neugotische Pfarrkirche zum Hl. Kreuz in Straßberg, Gemeinde Bobingen bei Augsburg gebaut und im Jahr 2000 von der Orgelbau- und Restaurierungswerkstatt Rainer Wolter nach St. Bonifatius versetzt worden.
Im Dachreiter befindet sich ein dreistimmiges Glockengeläut.